# Vélopop'
 (août 2017).
Si vous disposez d'ouvrages ou d'articles de référence ou si vous connaissez des sites web de qualité traitant du thème abordé ici, merci de compléter l'article en donnant les références utiles à sa vérifiabilité et en les liant à la section « Notes et références ».
Vélopop' est le système de vélos en libre-service urbain du Grand Avignon. Il fait partie du réseau Orizo et a été mis en place le 10 juillet 2009.
300 vélos en livre-service sont disponibles 24h/24 et 7j/7 dans 29 stations sur Avignon, Le Pontet et Villeneuve-lès-Avignon. Le système fonctionne via son site internet et son application mobile.
Disponible dans un premier temps uniquement dans le centre d'Avignon, le système a progressivement été déployé dans le reste de la ville ainsi qu'à Villeneuve-lès-Avignon et Le Pontet.

## Stations[5]
| Liste des Stations Vélopop' | Liste des Stations Vélopop' | Liste des Stations Vélopop' | Liste des Stations Vélopop' |
|                             | Station                     | Ville                       | Quartier (pour Avignon)     |
| --------------------------- | --------------------------- | --------------------------- | --------------------------- |
| VP'                         | Place Pie                   | Avignon                     | Centre                      |
| VP'                         | Hôtel de Ville              | Avignon                     | Centre                      |
| VP'                         | Carmes                      | Avignon                     | Centre                      |
| VP'                         | Oulle                       | Avignon                     | Centre                      |
| VP'                         | Saint-Lazare                | Avignon                     | Centre                      |
| VP'                         | Limbert                     | Avignon                     | Centre                      |
| VP'                         | Thiers                      | Avignon                     | Centre                      |
| VP'                         | St Jean                     | Avignon                     | Nord                        |
| VP'                         | Rotondes                    | Avignon                     | Nord Rocade                 |
| VP'                         | Office de tourisme          | Villeneuve-lès-Avignon      |                             |
| VP'                         | Piot                        | Avignon                     | Barthelasse-Piot            |
| VP'                         | TGV                         | Avignon                     | Ouest                       |
| VP'                         | Maria Casarès               | Avignon                     | Nord Rocade                 |
| VP'                         | Saint-Roch                  | Avignon                     | Centre                      |
| VP'                         | Place Saint-Ruf             | Avignon                     | Nord Rocade                 |
| VP'                         | Les Sources                 | Avignon                     | Sud Rocade                  |
| VP'                         | Saint-Chamand               | Avignon                     | Saint-Chamand               |
| VP'                         | Hôpital                     | Avignon                     | Ouest                       |
| VP'                         | Combes                      | Avignon                     | Nord                        |
| VP'                         | Pont des Deux Eaux          | Avignon                     | Est                         |
| VP'                         | Montfavet Centre            | Avignon                     | Montfavet                   |
| VP'                         | Agroparc Centre             | Avignon                     | Montfavet                   |
| VP'                         | Agrosciences                | Avignon                     | Montfavet                   |
| VP'                         | Le Lac                      | Le Pontet                   |                             |
| VP'                         | Place Thomas                | Le Pontet                   |                             |

## Tarifs[6]
| Tarifs Vélopop'  | Tarifs Vélopop' | Tarifs Vélopop' | Tarifs Vélopop' |                           |
| Formule          | Validité        | Droit d'Accès   | 1ère Demi-Heure | Demi-Heure Supplémentaire |
| ---------------- | --------------- | --------------- | --------------- | ------------------------- |
| PASS 1 JOUR      | 24 heures       | 2€              | Gratuit         | 0,50€                     |
| PASS 1 MOIS      | 1 mois          | 10€             | Gratuit         | 0,50€                     |
| PASS ANNUEL      | 1 année         | 30€             | Gratuit         | 0,50€                     |
| PASS ABONNÉS BUS | 1 année         | 15€             | Gratuit         | 0,50€                     |

## En savoir plus